# Каминага, Акио
Акио Каминага (яп. 神永 昭夫 Каминага Акио, род. 22 декабря 1936 года, в Сендае, префектура Мияги региона Тохоку, Япония) — ум. 21 марта 1993, в Токио, Япония) — японский дзюдоист, серебряный призёр Олимпийских игр, серебряный призёр чемпионата мира, трёхкратный чемпион Японии по дзюдо.

## Биография
Родился в Сендае в 1936 году. Начал занятия дзюдо только в старших классах школы, но вскоре стал одним из конкурентов в борьбе за призовые места. Он быстро прогрессировал и уже в последнем классе школы по совету своего однокашника отправился в Кодокан, где победив одного за другим 19 взрослых мужчин, получил 3-й дан дзюдо.
Окончив школу, продолжил обучение в Университет Мэйдзи. Одной из причин выбора университета был тот факт, что до поступления в университет, в спарринг-сессиях Акио Каминага части проигрывал студентам. Во время обучения продолжал тренировки, теперь уже в Кодокане. В 1958 году представлял Японию на чемпионате мира, и в финальной схватке проиграл соотечественнику Кодзи Сонэ. По совету и рекомендации Кодзи Сонэ, по окончании университета, поступил на работу в Fuji Steel (ныне Nippon Steel).
Победил на трёх чемпионатах Японии по дзюдо, и несмотря на то, что его спортивная карьера уже близилась к завершению, был отобран для участия в Олимпийских играх.
Представлял Японию на Летних Олимпийских играх 1964 года в Токио, в абсолютной категории. В его категории боролись всего 9 дзюдоистов (должно было быть 15). Соревнования велись по круговой системе в группах по три человека. Трое победителей выходили в полуфиналы, а четвёртый полуфиналист определялся в утешительных схватках среди проигравших.
Фаворитом на соревнованиях был титулованный голландец Антон Гесинк и жребий свёл японского борца в группе именно с ним. Незадолго до соревнований Каминаги получил повреждение связок колена, что ещё более осложняло его задачу. В первой схватке Акио Каминага победил Томаса Онга (Филиппины), всего за четыре секунды, что является рекордом в официальных соревнованиях в абсолютной категории по дзюдо Во второй схватке проиграл голландцу по решению судей (хантэй). За место в полуфинале в утешительных схватках Каминага, как и ожидалось, победил британца Алана Петербриджа и ирландца Джона Райана. В полуфинале Акио Каминага встречался с Клаусом Гланном из объединённой германской команды, и на пятой минуте провёл чистую переднюю подножку (таи-отоси). В финале Акио Каминага вновь встречался с Антоном Гесинком. Упорная схватка продолжалась безрезультатно почти все отведённые десять минут. На девятой минуте встречи Акио Каминага подвернулся на переднюю подножку, но Антон Гесинк смог провести контрприём в виде броска через грудь (ура-нагэ) и затем перешёл к удержанию сбоку (кэса-гатамэ), что принесло ему чистую победу.
После олимпийских игр Акио Каминага стал объектом нападок со стороны японской прессы. В 1965 году оставил спортивную карьеру ввиду выявившегося отслоения сетчатки. В 1968 году стал тренером университетской команды Мэйдзи, и в частности, тренировал будущего олимпийского чемпиона Харуки Уэмуру. В 1972 году был главным тренером японской сборной на Летних Олимпийских играх в Мюнхене, но после игр оставил пост, в связи с тем, что один из участников японской сборной, Масатоси Синомаки, выбыл из соревнований уже в предварительных схватках.
В дальнейшем вёл жизнь обычного служащего, принимая участие в различных мероприятиях в дзюдо, и занимая те или иные посты в федерации дзюдо. После Олимпийских игр в Барселоне, в 1992 году был назначен главным тренером олимпийской сборной Японии, но уже в 1993 году скончался от рака толстого кишечника